# Asociación de baloncesto de Aruba
La ABB (por sus siglas en neerlandés "Aruba Basketball Bond") es el organismo que rige las competiciones de clubes y la Selección nacional de Aruba. Pertenece a la asociación continental FIBA Américas.

## Ranking FIBA
| Po. | País | País  | Puntos |
| --- | ---- | ----- | ------ |
| 83  |      | Aruba | 0.0    |